# هانز-اتو شوماخر
هانز-اتو شوماخر (آلمانی: Hans-Otto Schumacher؛ زادهٔ ۱۷ فوریهٔ ۱۹۵۰) قایقران کانو اهل آلمان است.